# アイエスエフネットケア
株式会社アイエスエフネットケアは、東京都港区に本社を置き、特定労働者派遣事業（許可番号：13-315665）、有料職業紹介事業（許可番号：13-ユ-304339）を展開している株式会社である。ネットワーク構築、運用、保守サービスに携わるエンジニアの派遣を基盤事業とするが、IT業界にこだわらないスポット業務にも対応し、幅広くかつ多様な就業環境に対応している。

## 概要
株式会社アイエスエフネットケアは、株式会社アイエスエフネットの100%出資子会社として、2009年7月に設立され、現在従業員181名、2箇所の拠点を持っている。

## 沿革
- 2009年7月    東京都八王子市横山町に本社 登記
- 2014年2月    神奈川県川崎市に株式会社アイエスエフネットケア川崎（子会社）設立
- 2014年7月    東京都港区赤坂に本社 移転
- 2014年11月   広島県呉市に呉営業所 開設
- 2014年11月   静岡県沼津市に沼津営業所 開設

## 国内拠点
- 呉営業所
- 沼津営業所

## 関連会社
- 株式会社アイエスエフネット

アイエスエフネットグループの本体であり、ネットワーク構築、運用、保守に携わるエンジニアの派遣を行っている。
- 株式会社アイエスエフネットハーモニー
- 株式会社アイエスエフネットライフ
- 株式会社アイエスエフネットグローバル
- 株式会社アイエスエフネットジョイ
- 株式会社アイエスエフネットアクアヴィータ
- 一般社団法人アイエスエフネットベネフィット
- 株式会社アイエスエフネットサンライズ